# Чезальпино, Андреа
Андре́а Чезальпи́но, или Цезальпи́н (итал. Andrea Cesalpino, лат. Andreas Caesalpinus, 6 июня 1519, Ареццо, Тоскана, Италия — 23 февраля 1603, Рим, Италия), — итальянский врач, естествоиспытатель и философ.

## Жизненный путь
Местом его деятельности была сначала Пиза.
Философия с ранних лет привлекала его. Отдавшись изучению её под руководством Аристотеля, он с первых же шагов своей самостоятельной преподавательской деятельности стал резко нападать на схоластику, господствовавшую в школьной философии того времени. Это возбудило против него вражду многих влиятельных лиц. Несмотря на наветы и даже прямые (неосновательные) обвинения в безбожии, Цезальпин не подвергся суду инквизиции и даже не был стесняем в своей преподавательской деятельности. Факт этот находит себе объяснение отчасти в самом характере его философского учения, оставлявшего место чудесам даже в естественном порядке природы, отчасти в благосклонном отношении к нему Римской курии (папа Климент VIII назначил его своим первым лейб-медиком).
В Риме Цезальпин продолжал свою преподавательскую деятельность и там же умер.
Преподавал в Пизанском университете (1555) и в папской Коллегии мудрости в Риме (1592).
Гербарий Цезальпина сохраняется во Флоренции.
Памятник Чезальпино установлен в Пизе.
Скульптурное изображение Чезальпино установлено в Галерее Уффици во Флоренции.
В честь Чезальпино назван род растений Цезальпиния (Caesalpinia) L.

## Медик
Некоторые учёные считают Чезальпино первым, ещё до Гарвея, открывшим кровообращение — он описал большой круг кровообращения.
Сердце он рассматривал в качестве центра движения крови и указал на центростремительный ток крови в венах. Он подробно описал клапаны сердца, малый круг кровообращения, отметил различия в структуре лёгочных артерий и вен, аналогичные различиям в структуре системных артерий и вен, но у него ещё не было ясного представления о большом круге кровообращения. Чезальпино обнаружил соединение между воротной и нижней полой венами, описал связь между расширением артерий и сокращением сердца и обратил внимание на вопрос возможного наличия сообщения между артериями и венами («Questionum medicarum libri II», 1593).

## Философ
По словам одного из врагов его, идеи Цезальпина пользовались такой широкой известностью, что не только в Италии, но даже в Германии внушали к себе бо́льшее уважение, нежели изречения дельфийского Аполлона у греков. Цезальпин постоянно оставался аристотеликом или, вернее, перипатетиком, воспринявшим, однако, в своё философское учение некоторые позднейшие элементы. В истории философии установился тот взгляд, что Цезальпин преобразовал аверроистический аристотелизм в пантеизм. В этом смысле он признаётся одним из видных предшественников Спинозы. Своё философское учение он изложил в труде «Quaestiones peripateticae» (Венеция, 1571; ко 2-му изданию, 1593, присоединён другой философский трактат — «Daemonum investigatio peripatetica»).
Основные положения его учения сводятся к следующему. Наше мышление отправляется от всеобщего; последнее выражается или в общих и основных принципах разума, или в общем представлении, которое слагается в нас благодаря показаниям чувств от соприкосновения с внешними предметами. Однако это всеобщее, познаваемое нами при помощи индукции, является лишь неопределённым и смутным целым, преобразующимся в отчётливое и ясное познание природы вещей лишь благодаря усмотрению различий.
Процесс определения понятий показывает нам, что такое субстанция, и приводит нас к противоположности между формой и материей вещей, а также к причине, объясняющей, почему субстанция такова, какова она есть на самом деле; но мы никогда не в силах доказать, что сущее есть на самом деле. Там, где мы не встречаем сочетания материи и формы, определение понятий не может иметь применения. Чистая форма не подлежит объяснению; она есть самое всеобщее и простое, сущее, которое не может иметь причины. Это одухотворяющее формирующее начало, этот принцип всех форм и есть Бог, первый и высший разум, а следовательно, первое, абсолютно чистое и простое действие. Эта первоначальная субстанция является источником первичной силы; она не имеет ничего общего с количеством и потому не может быть названа ни конечной, ни бесконечной; она не может быть продуктом чьего-либо творчества и не может действовать ради какой-нибудь определённой цели в собственном смысле этого слова, так как сама является конечной целью всех возможных целей, неподвижной самой в себе; она заслуживает безусловной любви. Но для того, чтобы божественное, или абсолютное, добро могло быть абсолютно желательным, должны быть ещё и такие субстанции, такие существа, который могли бы избирать его целью своих стремлений. Поэтому-то независимо от первичной субстанции есть ещё другие, существование которых сводится к ней и которые являются субстанциями лишь постольку, поскольку они сопричастны этому принципу одухотворяющей формы. В нём-то и коренится единство мировой системы.
Роды и виды существ вечны, одни лишь индивидуумы имеют преходящее бытие; несмотря на индивидуальную смерть отдельных существ, творческая сила первичной субстанции неиссякаема, творческий процесс вечен. Начало, одухотворяющее живые существа, проникает собою и всю Вселенную вплоть до её мельчайших частей; им же проникнуто и атомистическое строение косного принципа — материи. Частицы материи, наполняющие собой мироздание, квалифицируются Цезальпином различно с точки зрения их совершенства.
Градация устанавливается отношением к центру материального мира — к солнцу и небу как сфере последнего. В нём источник их жизни и движения. Небесного огня или источника тепла недостаточно ещё, однако, для образования жизни, хотя, по-видимому, процессы разложения материи (например, гниение) порождают живые организмы, дотоле не существовавшие; заблуждением было бы предполагать, что одних материальных условий достаточно для такого самозарождения: без участия конечной движущей причины мира, без воздействия творческой формы никакая жизнь не мыслима.
В психологии Цезальпин является чистым спиритуалистом. Духовное начало человека резко различается им от душ других живых существ. Только человек обладает разумной, мыслящей и бессмертной душой. Действия его души не зависимы от тела; причинной связи здесь не существует. Соединяя все отдельные члены тела в гармоническое единство, душа является формой для тела. Не локализируясь ни в одной из частей последнего, она лишь проникает его собою. Если уже непременно желательно говорить о её седалище, то эта роль всего скорее может быть приписана сердцу, источнику движения и деятельности всего организма. Здесь средоточие нашей чувственности.
Чувственные образы, воспринятые нашей душой, не имеют пространственного протяжения. Познавая единое во всех вещах нашего внешнего опыта, а вечное и божественное начало — в нас самих, в недрах собственной духовной субстанции, мы приобщаемся к истинному блаженству Божества, которое, однако, лишь тогда станет нашим совершенным и неотъемлемым достоянием, когда в акте смерти наш интеллект отрешится окончательно от чисто человеческих черт своей деятельности и вступит в состояние чистого о себе бытия. Такими чертами характеризуется психология Цезальпина.
Допуская чудеса, как акты специального проявления Божества в мире естественных явлений, Цезальпин решительно отвергал веру в тёмные силы природы, в магию и волшебство, столь распространённую в его время.

## Ботаник
Чезальпино открыл период искусственных систем в ботанике. В его главном сочинении 16 книг о растениях (лат. De plantis libri XVI, Флоренция, 1583), кроме описания многочисленных растений, изложена принципиально новая система, основанная на дедуктивном подходе Аристотеля — на строении семян, цветков и плодов, то есть на разбиении множества по пути от общего к частному, и на знании огромного фактического материала из области морфологии растений.
Соглашаясь со взглядами Конрада Геснера, он в своём труде распределяет 840 видов на 15 классов чисто ботанического характера. Сообщив в начале своего труда всё известное относительно организации явнобрачных растений, он основывает свою классификацию прежде всего на деревянистых или смолистых свойствах стебля (что позволяет ему установить 2 первые группы), затем, в первом случае, на положении зародыша в семени, во втором случае — на присутствии или отсутствии семян (мхи, лишайники и т. д.). Это даёт ему отделы второго порядка. Наконец, форма плода, верхняя или нижняя завязь, число семян, присутствие или отсутствие их покрова, форма корня и т. д. помогают ему определить 15 классов (которые, правда, классами не названы) и подразделить их на 47 секций. То значение, которое Чезальпино придаёт семенам, позволяет считать его прямым предшественником будущих классификаторов.
Чезальпино использовал 4 категории жизненных форм Теофраста, но объединил их в 2: древесные (деревья и кустарники) и травянистые (полукустарники и травы). Важным признаком Чезальпино считает положение «души», которая, по его мнению, должна быть у растений скрыта в сердцевине, и «сердца» — в семени (он полагает, что оно находится в месте отхождения семядолей от гипокотиля). Далее используется число семян в плоде, строение перикарпия и отчасти соцветия.
Система классификации растений
Цезальпин различал такие классы растений:
- Классы 1 и 2 обнимают деревья и кустарники, различая их по положению зародыша в семени. Сердце у верхушки семени. Семена чаще одиночные (Дуб, Липа, Лавр, Слива и др.).

Остальные классы обнимают полукустарники и травянистые растения.
- Класс 3: Травянистые — единственное семя в плоде, например, Валериана, Крапива, Злаки.
- Класс 4: Травянистые — несколько семян в одиночном мясистом плоде, например, Тыквенные, Спаржа.
- Класс 5: несколько семян в сухом плоде, например, Бобовые, Гвоздичные и др.
- Класс 6: два семени, до созревания слитые, цветы в зонтике: Зонтичные.
- Класс 7: плод двугнёздный, например, Пролесник, Подмаренник, Табак, Капустные.
- Класс 8: плод трёхгнёздный, с немясистым корнем, например, Молочай, Фиалка.
- Класс 9: то же, но корень мясистый, например, Лилейные и др.
- Класс 10: четыре семени на общем ложе (плод, распадающийся на 4 односемянные части): Бурачниковые, Яснотковые.
- Классы 11 и 12 содержат Астровые, а также Синеголовник и Скабиоза с «общим цветком, распределённым частями на вершинах отдельных семян».
- Класс 13: несколько семян в общем цветке: например, Лютик, Частуха.
- Класс 14: несколько семян в одном плоде: например, Кислица, Аристолохия, Каперсы.
- Класс 15: без цветов и плодов: споровые растения.

Большинство групп Чезальпино было составлено совершенно искусственно, но в некоторых случаях он интуитивно нащупал действительно существенные особенности строения и довольно удачно очертил объём, например, у зонтичных или бурачниковых вместе с губоцветными. Но, как правило, им бралось слишком мало признаков без оценки их относительной значимости, в результате система оказалась классификацией не столько растений, сколько признаков и их вариаций.

## Основные печатные труды
- Quaestionum peripateticarum libri V, Venetiis, 1571 (лат.)
- De medicamentorum facultatibus libri II (Венеция, 1593) (лат.)
- De metallicis libri III (Нюрнберг, 1602) (лат.)
- Appendix ad libros de plantis (Рим, 1603) (лат.)
- Kotoptron sive speculum artis medicae Hippocraticum (1605) (лат.)
- Daemonum investigatio peripatetica (лат.)
- Quaestilonum medicorum libri II (лат.)